# A Woman Scorned (film 1911)
A Woman Scorned è un cortometraggio muto del 1911 diretto da D.W. Griffith.

## Trama
Alcuni ladri tentano una rapina a casa di un medico, sapendo che il dottore vi ha custodita una grossa somma di denaro. In casa, sequestrano la moglie e la figlia. Ma una donna, già fidanzata con uno dei malviventi e da lui piantata in asso, per vendicarsi racconta tutto al dottore e lo aiuta a salvare la famiglia.

## Produzione
Il film fu prodotto dalla Biograph Company. Venne girato a Fort Lee, New Jersey, dove aveva sede la compagnia di produzione.

## Distribuzione
Distribuito dalla General Film Company, il film - un cortometraggio di una bobina - uscì nelle sale cinematografiche statunitensi il 30 novembre 1911.